# Phalantus
Phalantus is een geslacht van wantsen uit de familie van de Reduviidae (Roofwantsen). Het geslacht werd voor het eerst wetenschappelijk beschreven door Carl Stål in 1863.

## Soorten
Het genus bevat de volgende soorten:

- Phalantus africanus Stål, 1874
- Phalantus collaris (Gerstaecker, 1892)
- Phalantus feanus Distant, 1903
- Phalantus geniculatus Stål, 1863
- Phalantus madecassus Villiers, 1949
- Phalantus patrizii Mancini, 1956
- Phalantus surcoufi Villiers, 1944
- Phalantus villosus Miller, 1952